# Ropica subnotata
Ropica subnotata là một loài bọ cánh cứng trong họ Cerambycidae.